# Извековы
Извековы — русский дворянский род.
Восходит к концу XVI века и внесён в VI часть родословной книги Тверской и Курской губерний (Гербовник, III, 87). Опричниками Ивана Грозного (1573) числились: Гневаш Яковлевич (шатёрничий 1577), Григорий Иванович, дьяк Иван Петрович Большой, Олег Петрович, Андрей Яковлевич, Улан Захарьевич, Иван Петрович, Семён Петрович.
Есть также 6 родов Извековых более позднего происхождения.

## Описание герба
В золотом поле изображена выходящая из облаков рука в латах, держащая натянутый лук со стрелой. Под ней находятся сложенные крестообразно копьё, сабля и стрела, направленные острыми концами вверх.
Щит увенчан обыкновенным дворянским шлемом с дворянской короной. Намёт золотой, подложенный голубым.

## Известные представители
- Извековы: Григорий и Иван Васильевичи, Григорий и Иван Тимофеевичи - московские дворяне (1627-1629).
- Извековы: Лев Тимофеевич, Иван и Сергей Федоровичи - стольники патриарха Филарета (1627-1629).
- Извеков Семен Артемьевич - стольник (1627-1629), окольничий (1658-1668).
- Извеков Иван Иванович - стольник царицы Натальи Кирилловны (1676).
- Извеков Иван Петрович,  - комнатный стольник царя Иоанна Алексеевича (1676-1692).
- Извеков Матвей Петрович - стряпчий (1670), стольник (1671-1676), окольничий (1683-1692)[2].
- Извеков Егор Николаевич (1803—1872) — российский государственный деятель.
- Извеков Егор Егорович (1845—1916) — российский государственный деятель, томский губернатор.
- Патриарх Пимен (в миру Сергей Михайлович Извеков; 1910—1990) — епископ Русской Православной Церкви; с 3 июня 1971 года Патриарх Московский и всея Руси.